# Bagir Kwiek
Bagir Kwiek, född 25 oktober 1971, är en svensk redaktör, sakkunnig i romska frågor och Sveriges läsambassadör 2019–2021.
Bagir Kwiek arbetar som samhällsvägledare på Romano Center i Göteborg. Han har också initierat den prisade utställningen Vi är romer! på Göteborgs stadsmuseum. Tillsammans med Monica Hirsch har han skrivit sagoboken Det var en gång det som inte var som kom ut 2013. Bagir har också arbetat med dokumentation kring romska vittnesmål från Förintelsen och medverkat i antologin Den ohörda historien: romska och resandeberättelser.